# Merjenje psihološke pogodbe
Psihološko pogodbo se lahko raziskuje in meri z različnimi metodami (anketnim vprašalnikom, metodo scenarijev, tehniko kritičnih dogodkov, intervjujem, študijo primera in študijo dnevnika), vendar je  med njimi najpogosteje uporabljen anketni vprašalnik.  
Zaradi obstoja  različnih pojmovanj psihološke pogodbe, obstaja tudi veliko različnih pripomočkov s katerimi lahko merimo tako kršitve kot tudi vsebino psihološke pogodbe. Pomembno je razlikovanje med unilateralnimi in bilateralnimi pojmovanji, prav tako je psihološka pogodba multidimenzionalni konstrukt in zato se različni pripomočki osredotočajo na različne vidike. Rousseau in Tijoriwala (1998) razlikujeta med merjenjem značilnosti, vsebine in vrednotenja psihološke pogodbe.
- Merjenje značilnosti: Primerjava psihološke pogodbe z določeno dimenzijo ali pa atributom (npr. v kolikšni meri je pogodba implicitna/eksplicitna ali pa stabilna/nestabilna). Psihološke pogodbe so lahko označene  kot kratkoročne, z razširjenim obsegom in vplivom tudi na izven delovne aktivnosti.[2]

- Merjenje vsebine: Preučevanje posebnih pogojev v pogodbi, saj pogodbe vključujejo specifične obveze, ki temeljijo na obljubah zaposlenega in delodajalca (npr. priložnosti za usposabljanje, varnost, prilagodljiv delovni čas).[2]

- Merjenje vrednotenja: Ocenjevanje v kakšni meri je bila pogodba izpolnjena, spremenjena ali pa neupoštevana[2]

## Anketni vprašalnik
Ko se anketni vprašalnik uporabi z namenom merjenja vsebine psihološke pogodbe, zaposleni ocenjuje katere obljube so bile dogovorjene med njim in delovno organizacijo. Na ta način se lahko dostopa do posameznikovega zaznavanja specifičnih obljub, ki jih je delovna organizacija dala zaposlenemu in obljub, ki jih je zaposleni dal organizaciji. Prednost vprašalnikov usmerjenih na vsebino je, da so preprosti tako za aplikacijo kot za odgovarjanje. Poleg tega lahko hitro ugotovimo katere so tiste obljube, ki so zaposlenemu ali pa delodajalcu še posebej pomembne. Pomanjkljivost pa je predvsem to, da obljube, ki so udeležencem pomembne morda, sploh niso vključene, vključene postavke pa so lahko arbitrarne in zelo variirajo glede na študijo.
V primeru uporabe anketnega vprašalnika z namenom merjenja kršitve psihološke pogodbe so se v praksi uporabila tri različna merila:
- Pri prvem udeležencem predstavijo seznam specifičnih pogodbenih določil in jih vprašajo v kolikšni meri so bile obljube sklenjene v povezavi s temi določili izpolnjene
- Pri drugem morajo udeleženci odgovoriti na nekaj zelo splošnih vprašanj, ki sprašujejo v kolikšni meri so bile obljube izpolnjene
- Tretji pa vsebuje zgolj eno splošno vprašanje, ki sprašuje v kolikšni meri so bile obljube izpolnjene.

Pri vseh treh sta kršitev in izpolnitev obljub videna kot pola enega kontinuuma. Zato torej, ko udeleženci menijo, da je bila psihološka pogodba izpolnjena oziroma izvršena nakazuje na to, da le-ta ni bila kršena.Vendar študije nakazujejo, da ni nujo veljavno spraševati udeležencev o izpolnitvi, če želimo meriti kršitve pogodbe. Glavna prednost specifičnih postavk je ta, da lahko identificiramo točno katera pogodbena določila so bila kršena. Vseeno preprost seštevek specifičnih postavk malo verjetno odraža celostno psihološko doživljanje posameznika.

## Metoda scenarija
Pri metodi udeležencem predstavijo odlomke besedila z opisi podobnih scenarijev, ki pa se razlikujejo v eni iz med ključnih značilnosti (npr. lik v enem od scenarijev je zelo mlad v drugem pa, da zelo zrel). Na podlagi manipuliranja z neodvisnimi spremenljivkami v različnih scenarijih lahko vidijo, ali slednje vplivajo na to kakšno sodbo poda oseba o situaciji ali osebi. Metoda scenarija se zelo pogosto uporablja v študijah skupaj z vprašalniki, ki vključujejo mere odvisne spremenljivke.
Ključna prednost metode je kontrolirana manipulacija odvisnih spremenljivk. Glavna pomanjkljivost metode je njena nizka ekološka veljavnost, saj scenariji niso reprezentativen prikaz vsakodnevnih situacij v delovnem okolju.

## Tehnika kritičnih dogodkov
Pri tehniki kritičnih dogodkov prosijo udeležence, da se spomnijo dogodka, ki je bil še posebej na specifičen način pomemben. Nato pa sledi še niz vprašanj, ki se nanašajo na sam dogodek.
Tehnika kritičnih dogodkov je zelo koristna za zbiranje podatkov o kršitvah psihološke pogodbe po drugi strani s tehniko lahko hitro spregledamo vsakodnevno delovanje psihološke pogodbe, ko je ta dokaj dobro vzdrževana in ni značilnih dogodkov, ki bi bili povezani z nespoštovanjem le-te. Velika pomanjkljivost tehnike je tudi, da je ta omejena s  posameznikovo sposobnostjo natančnega spominjanja.

## Kriteriji merjenja vsebine in vrednotenja psihološke pogodbe
Freese in Schalk (2008) sta poudarila ključne kriterije, ki naj bi jih imeli »idealni« pripomočki za merjenje vsebine in vrednotenja psihološke pogodbe, saj se pripomočki za ocenjevanje značilnosti niso izkazali kot prava izbira za merjenje le-te.
1. Pripomoček mora temeljiti na teoriji oziroma mora biti posebej razvit za potrebe merjenja
2. Pripomoček mora meriti bistvo psihološke pogodbe in sicer vzajemne obveznosti in dolžnosti delodajalca in zaposlenega
3. Ustreznost vzorca kot psihometrične značilnosti morajo biti ocenjene
4. Ocena psihološke pogodbe mora biti ocenjena posebej za posamezne postavke. Globalne ocene izpolnitve ali kršitve morajo biti sestavljene iz zadostnega števila postavk, da se zagotovi ustrezna zanesljivost.
5. Ocenjevanje mora biti direktno
6. Neupoštevanje pogodbe se mora razlikovati od izpolnitve ali pa kršenja le-te

## Slovenija
V Sloveniji sta dostopna dva vprašalnika za merjenje psihološke pogodbe. Prvi je Vprašalnik za analizo psihološke pogodbe (Mihalič, 2007) in Analiza psihološke pogodbe (Grom, 2007). Za oba vprašalnika v literaturi ni podatkov o postopku umeščanja in izbora postavk niti ne na kateri teoriji postavke temeljijo, poleg tega tudi ni podatka o psihometričnih značilnostih. 